# Svensk Flyghistorisk Förening
Svensk Flyghistorisk Förening bildades 1961 i Malmö för att stödja seriös flyghistorisk forskning samt att dokumentera svensk civil och militär flyghistoria. 
Föreningen har 13 regionavdelningar. Föreningen ger ut tidskriften Svensk Flyghistorisk Tidskrift som med sex nummer om året samt den årliga temaboken Flyghistorisk Revy.
Riksföreningen eller dess regionavdelningar är ofta företrädda vid olika flygdagar och flygutställningar. Regionavdelningen i Jämtland-Härjedalen driver Jämtlands flyg- och lottamuseum. Föreningen fungerar även som remissinstans för flyghistoriska spörsmål.
Föreningen förvaltar bland annat Söderbergplaketten, som är Sveriges mest ansedda flyghistoriska utmärkelse och SFF:s vandringspris Barkarbypriset för under det gångna året bäst restaurerade flygplan med svensk flyghistorisk anknytning.